# NESAT
Das NESAT - North European Symposium for Archaeological Textiles (deutsch: Nordeuropäisches Symposium für Archäologische Textilien) ist eine Tagung zur Erforschung und Veröffentlichung von archäologischen Textilien aus nordeuropäischen Funden.
Das NESAT wurde 1981 unter der Federführung der Textilarchäologen Klaus Tidow (Deutschland) und Lise Bender Jørgensen (Dänemark) gegründet und wendet sich an Archäologen, Historiker, Konservatoren und Handwerker, die sich mit allen Aspekten nordeuropäischer Textilien aus archäologischen Funden beschäftigen. Schwerpunkte sind die technische Analyse und Nachbildung von Textilfunden. Die NESAT Konferenzen werden alle drei Jahre an wechselnden Orten in Europa abgehalten und haben den Zweck, bisher unpublizierte Erkenntnisse zu besprechen und in den Tagungsbänden zu veröffentlichen. Die erste Tagung wurde 1981 vom Textilmuseum Neumünster ausgerichtet.
Die zehnte Jubiläumstagung NESAT X wurde vom 13. bis 18. Mai 2008 vom CTR - Centre for Textile Research der Humanistischen Fakultät der Universität Kopenhagen ausgerichtet. An dieser Tagung waren über 120 Teilnehmer, darunter auch viele junge Nachwuchsforscher, aus 23 Nationen beteiligt. Dies entspricht fast einer Verdoppelung der Teilnehmer gegenüber der vorangegangenen Tagung NESAT IX aus dem Jahre 2005. Aufgrund der auf den vergangenen Tagungen stetig steigenden Zahl internationaler Teilnehmer wurde die Deutsche Sprache durch die Englische als Hauptsprache auf den Tagungen abgelöst.

## Tagungen
| Tagung     | Jahr                     | Tagungsort     |
| NESAT I    | 1981                     | Neumünster     |
| NESAT II   | 1984                     | Kopenhagen     |
| NESAT III  | 1987                     | York           |
| NESAT IV   | 1990                     | Kopenhagen     |
| NESAT V    | 1993                     | Neumünster     |
| NESAT VI   | 1996                     | Göteborg-Borås |
| NESAT VII  | 1999                     | Edinburgh      |
| NESAT VIII | 2002                     | Lodz           |
| NESAT IX   | 2005                     | Ennenda        |
| NESAT X    | 2008                     | Kopenhagen     |
| NESAT XI   | 2011                     | Esslingen      |
| NESAT XII  | 2014                     | Hallstatt      |
| NESAT XIII | 2017                     | Liberec        |
| NESAT XIV  | 2020 COVID19 2021 online | Oulu           |
| NESAT XV   | 2024                     | Warschau       |

## Herausgeberschaften
- Lise Bender Jørgensen, Klaus Tidow (Hrsg.): Archäologische Textilfunde : Textilsymposium Neumünster, 6.5. - 8.5.1981. Textilsymposium Neumünster NESAT 1. Textilmuseum, Neumünster 1982.
- Lise Bender Jørgensen, B. Magnus, E. Munksgaard (Hrsg.): Archaeological Textiles: Report from the 2nd NESAT Symposium 1.-4.V.1984. Arkaeologisk Institut, Kopenhagen 1988.
- P. Walton, John Peter Wild (Hrsg.): Textiles in Northern Archaeology: NESAT III Textile Symposium in York 6-9 May 1987. Archetype Publications, London 1990.
- Lise Bender Jørgensen, E. Munksgaard (Hrsg.): Archaeological Textiles in Northern Europe: Report from the 4th NESAT Symposium 1.-5. May 1990 in Copenhagen. Det Kongelige Danske Kunstakademi, Kopenhagen 1992.
- Gisela Jaacks, Klaus Tidow (Hrsg.): Archäologische Textilfunde - Archaeological Textiles: Textilsymposium Neumünster 4.-7.5. 1993. NESAT V. Textilmuseum, Neumünster 1994.
- Lise Bender Jørgensen, C. Rinaldo (Hrsg.): Textiles in European Archaeology: Report from the 6th NESAT Symposium, 7-11th May 1996 in Borås. University Department of Archaeology, Göteborg 1998.
- Frances Pritchard, John Peter Wild (Hrsg.): Northern Archaeological Textiles. NESAT VII. Textile Symposium in Edinburgh, 5th-7th May 1999. Oxbow Books, Oxford 2005, ISBN 1-84217-162-3.
- Priceless Invention of Humanity – Textiles. NESAT VIII. In: J. Maik (Hrsg.): Acta Archaeologica Lodziensia. Nr. 50/1. Lodz 2004.
- Antoinette Rast-Eicher, Renata Windler (Hrsg.): NESAT IX, Archäologische Textilfunde - Archaeological Textiles. Braunwald 18.-21 Mai 2005. Ennenda 2007, ISBN 978-3-03301267-7.
- Eva B. Andersson Strand, Margarita Gleba, Ulla Mannering, Cherine Munkholt, Maj Ringgard (Hrsg.): North European Symposium for Archaeological Textiles X in Copenhagen, May 13-18, 2008. Oxbow Books, Oxford 2009, ISBN 978-1-84217-370-1.
- Johanna Banck-Burgess und Carla Nübold (Hrsg.): The North European Symposium for Archaeological Textiles XI in Esslingen am Neckar, 10. - 13. Mai 2011. VML Verlag Marie Leidorf, Rahden/Westf. 2013, ISBN 978-3-86757-002-2.
- Frances Pritchard und Karina Gromer (Hrsg.): NESAT XII, The North European Symposium of Archaeological Textiles: Aspects of the Design, Production and Use of Textiles and Clothing from the Bronze Age to the Early Modern Era. Hallstadt, 21. – 24. Mai 2014 in Hallstatt. Archaeolingua, Budapest, Ungarn. 2015, ISBN 978-963-9911-67-3.
- Milena Bravermanová, Helena Březinová und Jane Malcolm-Davies (Hrsg.): Archaeological textiles - links between past and present. NESAT XIII 23. - 26. Mai 2017, Liberec. Institute of Archaeology of the CAS; Technical University of Liberec, Faculty of Textile Engineering, Prag, Liberec, Tschechische Republik. 2017, ISBN 978-80-7494-397-3.
- Sanna Lipkin, Krista Wright und Erika Ruhl (Hrsg.): Interdisciplinary Approaches to Textile Research: Northern and Central European Textile Production and Use of Textiles and Clothing from the Neolithic to the Modern Period. The Proceedings of NESAT XIV. 23. - 26. August 2021, Oulu. Archaeological Society of Finland, Helsinki 2023, ISBN 978-952-69942-1-5.